# Hold Back the River
«Hold Back the River» —en español: «Retener el río»— es una canción del cantante y compositor británico James Bay. Fue estrenado en Reino Unido el 17 de noviembre de 2014 a través de Republic Records como el segundo sencillo debut de James, el álbum de estudio Chaos and the Calm (2015). La canción fue escrita por el ganador del premio Ivor Novello Iain Archer con James y producido por Jacquire King. La canción alcanzó el número 2 en la lista UK Singles Chart. Fue nominado para un premio Grammy a la Mejor Canción de Rock, después del éxito de «Let It Go», se planeó suceso el 27 de septiembre de 2016, pero fue cancelado.

## Video musical
Un video musical para acompañar el lanzamiento de «Hold Back the River» fue lanzado por primera vez en YouTube el 24 de octubre de 2014 con una duración total de cuatro minutos y seis segundos.

## Lista de canciones
Descarga digital

| N.º | Título                                         | Duración |  |
| 1.  | «Hold Back the River»                          | 4:01     |  |
| 2.  | «Sparks»                                       | 3:06     |  |
| 3.  | «Wait In Line»                                 | 4:00     |  |
| 4.  | «Hold Back the River» (Live At The Hotel Cafe) | 3:59     |  |

## Posicionamiento en listas
| Listas (2014–15)                                          | Mejor posición |
| --------------------------------------------------------- | -------------- |
| Australia (ARIA)                                          | 4              |
| Austria (Ö3 Austria Top 40)                               | 4              |
| Bélgica (Flandes) (Ultratop 50)                           | 7              |
| Bélgica (Valonia) (Ultratip Bubbling Under)               | 3              |
| Canadá (Canadian Hot 100)                                 | 56             |
| Colombia (National Report Top Rock)                       | 2              |
| República Checa (Rádio Top 100)                           | 50             |
| República Checa (Singles Digitál Top 100)                 | 19             |
| Dinamarca (Tracklisten)                                   | 20             |
| Francia (SNEP)                                            | 72             |
| Alemania (Media Control AG)                               | 4              |
| Hungría (Rádiós Top 40)                                   | 27             |
| Hungría (Single Top 40)                                   | 32             |
| Irlanda (IRMA)                                            | 1              |
| Italia (FIMI)                                             | 7              |
| Países Bajos (Dutch Top 40)                               | 14             |
| Países Bajos (Mega Single Top 100)                        | 12             |
| Nueva Zelanda (Recorded Music NZ)                         | 8              |
| Noruega (VG-lista)                                        | 24             |
| Polonia (Polish Airplay Top 100)                          | 16             |
| Escocia (Scottish Singles Sales Chart)                    | 2              |
| Eslovaquia (Rádio Top 100)                                | 14             |
| Eslovaquia (Singles Digitál Top 100)                      | 16             |
| España (Top 100 Canciones)                                | 25             |
| Suecia (Sverigetopplistan)                                | 17             |
| Suiza (Schweizer Hitparade)                               | 4              |
| Reino Unido (UK Singles Chart)                            | 2              |
| Estados Unidos Bubbling Under Hot 100 Singles (Billboard) | 1              |
| Estados Unidos (Adult Top 40)                             | 16             |
| Estados Unidos (Alternative Airplay)                      | 9              |

| Listas (2015)                                    | Posición |
| ------------------------------------------------ | -------- |
| Australia (ARIA)                                 | 19       |
| Alemania (Official German Charts)                | 33       |
| Italia (FIMI)                                    | 43       |
| Nueva Zelanda (Recorded Music NZ)                | 24       |
| UK Singles (Official Charts Company)             | 8        |
| Estados Unidos Billboard Adult Alternative Songs | 24       |
| Estados Unidos Billboard Alternative Songs       | 40       |
| Estados Unidos Billboard Hot Rock Songs          | 19       |
| Estados Unidos Billboard Rock Digital Songs      | 44       |

## Historial de lanzamientos
| País           | Fecha                   | Formato           | Discográfica |
| -------------- | ----------------------- | ----------------- | ------------ |
| Reino Unido    | 17 de noviembre de 2014 | Descarga digital  | Republic     |
| Estados Unidos | 3 de marzo de 2015      | Modern rock radio | Republic     |